# Pablo Rodríguez (calciatore 1955)
Pablo Rodríguez Flores (Turón, 8 marzo 1955) è un ex calciatore spagnolo, di ruolo attaccante.

## Palmarès

### Competizioni nazionali
- Coppa di Spagna: 1

Valencia: 1978-1979

### Competizioni internazionali
- Coppa delle Coppe: 1

Valencia: 1979-1980
- Supercoppa UEFA: 1

Valencia: 1980